# Benedicto XIII (antipapa)
Benedicto XIII (en latín: Benedictus XIII), de nombre secular Pedro Martínez de Luna y Pérez de Gotor (Illueca, 25 de noviembre de 1328-Peñíscola, 23 de mayo de 1423), también conocido como el papa Luna, fue papa en la obediencia de Aviñón desde 1394 y cardenal desde diciembre de 1375.
La tenaz lucha que mantuvo contra sus enemigos sirvió para que surgiera la frase popular de «mantenerse en sus trece» en referencia a la negativa de Benedicto XIII de renunciar a su posición de papa. A su muerte, fue sucedido por Clemente VIII.

## Origen y formación
Nacido en Illueca, localidad de la actual provincia de Zaragoza, en el Reino de Aragón, el 25 de noviembre de 1328, hijo de Juan Martínez de Luna, señor de Illueca, y de su esposa María Teresa Pérez de Gotor y Zapata, era miembro de la familia Luna, uno de los principales linajes aragoneses, emparentada con arzobispos y reyes. Empezó la carrera militar, como era usanza para los segundones de las casas importantes, pero luego pasó, como también era usanza, a la iglesia. Estudió leyes en la Universidad de Montpellier, en la que más tarde fue profesor de Derecho Canónico.

## Carrera eclesiástica
Nombrado cardenal por el papa Gregorio XI en los turbulentos años de la sede de Aviñón, acompañó al pontífice cuando, a instancias de santa Catalina de Siena, este volvió a Roma. El papa Gregorio XI falleció durante los preparativos para su vuelta a Aviñón, huyendo de los conflictos y revueltas en Roma.

### Cónclave de 1378

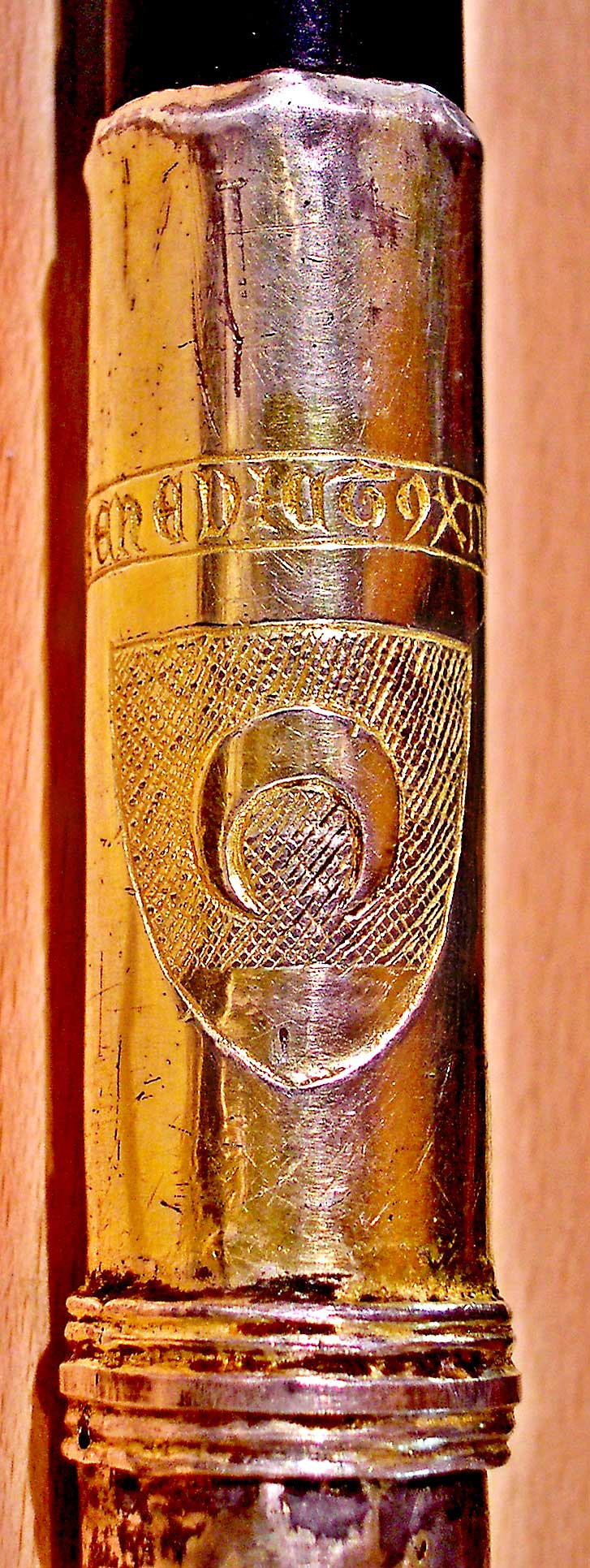
Escudo del papa Luna en un báculo episcopal.

El cónclave para elegir al sucesor de Gregorio XI se inició el 7 de abril de 1378, con la presencia de solo 16 de los 22 cardenales electores, ya que no se esperó la llegada de los que se encontraban en Aviñón. Los cardenales estaban divididos en tres facciones, lemosinos, galicanos e italianos, cada una con su propio candidato. Solo el cardenal Pedro de Luna, junto a Roberto de Ginebra, se consideraban neutrales.
El pueblo de Roma, temeroso de la elección de un papa francés, se manifestaba en la plaza de San Pedro, pidiendo la elección de un papa romano o por lo menos italiano, incluso algunos intrusos irrumpieron en el cónclave, pero luego fueron expulsados. El cardenal Pedro de Luna, junto a Jean de Cros, propuso la elección del arzobispo de Bari, Bartolomeo Prignano, quien no era cardenal y por ende no estaba en el cónclave, para contentar a los romanos y para superar el conflicto entre las dos facciones francesas (lemosinos y galicanos). Así se hizo, el 8 de abril Prignano fue elegido papa, tomó el nombre de Urbano VI

### Obediencia a Urbano VI
Los magistrados de Roma se excusaron con el cardenal Pedro de Luna, por causa de las revueltas causadas por la turba en la ciudad, y por la confusión, al pretender coronar como papa al cardenal Tebaldeschi. Aceptadas las disculpas se dirigió junto con los cardenales Corsini, Brossano, Du puy y Glandéve, a donde se encontraba el recién elegido papa para rendirle sus cumplidos.
Hasta ese momento a ninguno se le hubiera ocurrido declarar la elección como falsa, la cristiandad entera se persuadió de que Urbano había sido elegido legítimamente. Luna, junto a los cardenales que quedaron en Roma, participó de la ceremonia de coronación del nuevo pontífice, el 18 de abril de 1378 en la basílica de Letrán.

### Declaración de Anagni y Cisma
Pronto el carácter de Urbano VI se mostraría poco diplomático, lo que hizo que varios cardenales comenzaran a alimentar la idea de que se podía declarar nula su elección. Cosa con la que Luna nunca estuvo de acuerdo. De hecho, cuando supo de las intenciones cismáticas de los cardenales franceses, que se encontraban en Anagni, se les unió hacia el 24 de junio, con la intención de hacerles desistir de sus ideas. Insistió en que, por su parte, había elegido a Urbano con plena libertad. Solo cuando los demás le aseguraron que ellos habían actuado bajo presión y que en circunstancias normales no habrían elegido a Prignano, fue cuando el cardenal Luna comenzó a dudar.
Tras la llegada de los restantes cardenales que no habían podido acudir a Roma a tiempo para la elección del papa, se consultó nuevamente a Pedro de Luna sobre la legitimidad del cónclave y con los datos aportados canónicamente le convencieron de que la elección de Urbano no había sido legal, puesto que se había votado, no por convicción, sino por miedo. El 2 de agosto de 1378 firmaron un documento en el que declaraban nula la elección del papa, por los motivos planteados.
Los cardenales se trasladaron a Fondi, donde el 20 de septiembre se reunieron en cónclave y eligieron a Roberto de Ginebra como papa, quien tomó el nombre de Clemente VII, que volvió a Aviñón. Pedro de Luna rindió obediencia al nuevo papa, siendo partícipe de uno de los periodos más convulsos de la historia de la Iglesia Católica, el cisma de Occidente. Pedro de Luna fue legado de este pontífice durante 16 años.

## Papado como Benedicto XIII

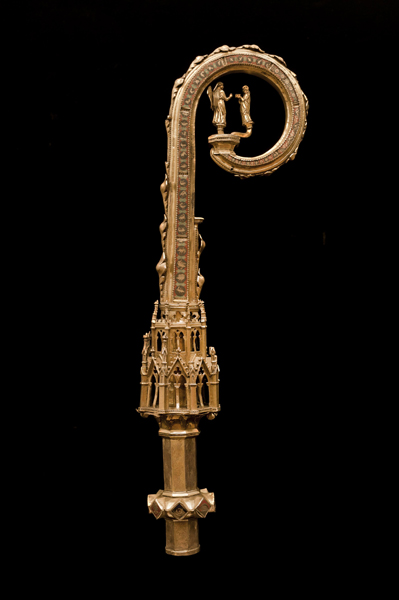
Báculo del papa Luna en el Museo Arqueológico Nacional

A la muerte de Clemente VII, en 1394, Pedro de Luna fue elegido pontífice por 20 votos de 21 y tomó el nombre de Benedicto XIII. No obstante, Francia se opuso a este nuevo papa de Aviñón que había mostrado no ser tan manejable como sus antecesores, y que además era súbdito de la Corona de Aragón, por lo cual resultaba difícil obligarle a mantener lealtad a la monarquía francesa. En 1398 Francia terminó por retirar su apoyo político y financiero a la sede papal de Aviñón y se presionó a Benedicto XIII para que renunciara, a lo que Benedicto XIII se negó alegando un daño irreparable a la Iglesia.
Tras un bloqueo militar de los franceses sobre su palacio papal en Aviñón, Benedicto XIII logró huir de la ciudad en 1403, buscando refugio junto a Luis II de Nápoles. El fin del apoyo francés hizo que también Portugal y Navarra dejaran de reconocerlo como papa, mientras que 17 cardenales abandonaban la obediencia a Aviñón, quedando solo cinco cardenales leales a Benedicto XIII. Su papado era reconocido ahora solamente por los reinos de Castilla, Aragón, Sicilia (vinculada dinásticamente a la Corona de Aragón) y Escocia.
Aunque en un momento dado hubo tres papas simultáneamente (Juan XXIII, Gregorio XII y él), Benedicto siempre adujo que su papado era el válido dado que él era el único papa que había sido elegido cardenal antes de que se produjese el Cisma de Occidente y, por tanto, el único realmente legítimo. En 1406 Benedicto XIII inició conversaciones con Gregorio XII para renunciar de manera conjunta y unificar la sede papal, pero esta posibilidad fracasó al insistir Benedicto XIII en su exclusiva legitimidad. Incluso promovió la llamada Disputa de Tortosa en 1413 entre canónigos católicos y dirigentes religiosos judíos, en un intento de revitalizar su actividad papal y de contrarrestar el menguante apoyo a su causa.

### Deposición y fallecimiento
Finalmente, las tesis conciliaristas, que defendían que el concilio era superior al papa, triunfaron y, al negarse nuevamente a renunciar, Benedicto XIII fue condenado en el concilio de Constanza de 1415 como hereje y antipapa, y depuesto junto con el antipapa Juan XXIII, mientras que el papa Gregorio XII de Roma renunció a favor de la unificación de la Iglesia. El Concilio designó a Martín V como pontífice único.
La Iglesia vio en Benedicto XIII, a partir de entonces, una amenaza. En 1418, en su castillo de Peñíscola, el papa Luna fue envenenado con rejalgar, una combinación de arsénico y azufre. El intento de asesinato habría sido organizado por un cardenal al servicio del papa Martín V. Un médico hebreo trató a Benedicto con un remedio, conocido desde entonces como Pulveris Papae Benedicti, tras lo cual se recuperó. Sobrevivió a otros intentos de envenenamiento contra su persona.
El antipapa gozó aún de la protección de Alfonso V de Aragón por cuestiones políticas, pero sin real influencia en el resto de Europa. Murió el 23 de mayo de 1423, a los 94 años, en el Castillo de Peñíscola, antigua fortaleza de la Orden del Templo adonde había trasladado la sede papal.
Su cráneo se encuentra expuesto en la Iglesia parroquial de Sabiñán (Zaragoza).

## Conflicto de sucesión

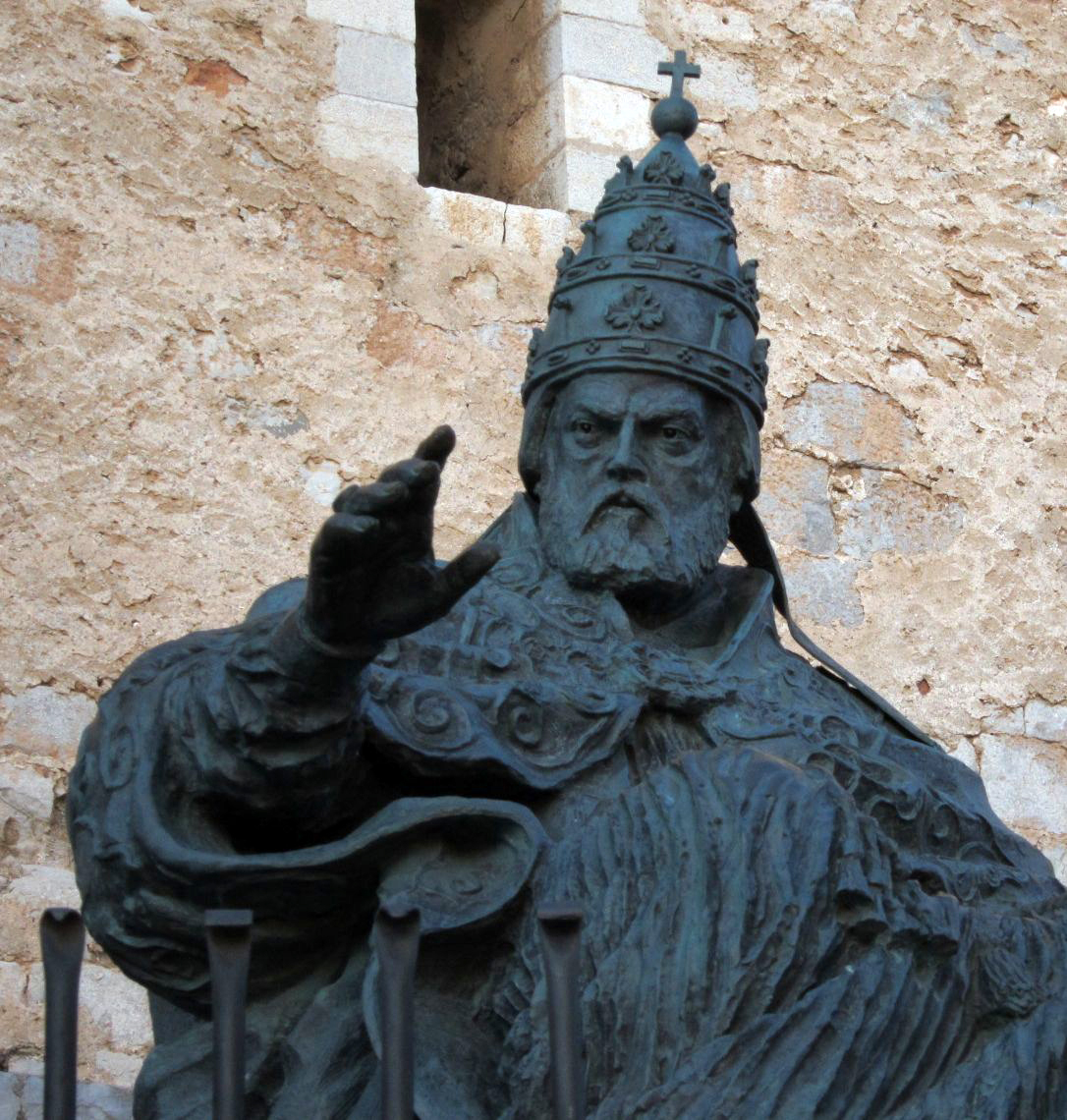
Escultura de Benedicto XIII en Peñíscola por Sergio Blanco Rivas.

Tras ello sus cardenales eligieron a su sucesor, Gil Sánchez Muñoz, que tomó el nombre de Clemente VIII, último papa de la obediencia de Aviñón, en el Salón del Cónclave del castillo de Peñíscola, lugar donde residió hasta su abdicación en Martín V. Esta se produjo en San Mateo, en el Maestrazgo castellonense, el 26 de julio de 1429, principalmente debida a las presiones políticas del rey de la Corona de Aragón, Alfonso V, inmerso en la conquista del reino de Nápoles. Con esta abdicación se considera que el Cisma finalizó.
Benedicto también fue sucedido por el prelado francés Bernard Garnier, el antipapa Benedicto XIV, que actuó como "papa en secreto" después de haber sido designado como tal por Jean Carrier, uno de los cuatro cardenales designados por Benedicto XIII en Peñíscola y el único que se opuso a la elección de Clemente VIII. Una carta del conde de Armagnac a Juana de Arco revela que el arcediano de Rodez conocía el paradero de Benedicto XIV y que lo aceptaba como papa. Dos novelistas franceses, Jean Raspail y Gerard Bavoux imaginan que la línea sucesora continuó. Algunos incluso creen que hoy existe un papa de esta sucesión con el título de Benedicto XL.

## Intento de rehabilitación
En 2022, el Gobierno de Aragón manifestó interés en pedir su rehabilitación al entonces papa Francisco.

## Obras
Se le atribuye un Tractatus contra iudaeos y se conserva un sermón en castellano que pronunció en Pamplona en 1390 con motivo de la coronación de Carlos III el Noble, rey de Navarra. Pero su principal obra es el Libro de las consolaciones humanas, en el que sigue al "noble Boeçio", como señala en el prólogo, esto es, el De consolatione philosophiae de Boecio; la obra fue seguramente redactada en latín y luego traducida al castellano por él mismo o por un autor también aragonés. No está clara la fecha de su redacción; hay quien piensa en una fecha anterior a su cardenalato, pero otros dan por fecha el 1414, momento en el que sufre el mayor acoso por parte de las potencias europeas. El tratado se divide en quince libros y 68 capítulos, que enseñan diversos procedimientos para enseñar al individuo a superar las adversas circunstancias de la naturaleza humana.